# Килинск (Новокузнецкий район)
Килинск — посёлок в Новокузнецком районе Кемеровской области. Входит в состав Кузедеевского сельского поселения.

## География
Центральная часть населённого пункта расположена на высоте 268 метров над уровнем моря.

## Население
По данным Всероссийской переписи населения 2010 года, в посёлке Килинск проживает 2 человека (1 мужчина, 1 женщина).

## Известные жители
- Килин, Устин Филиппович (1914—2002) — наводчик орудия, младший сержант, полный кавалер ордена Славы.